# Черето д'Ези
Черѐто д'Ѐзи (на италиански: Cerreto d'Esi) е малко градче и община в Централна Италия, провинция Анкона, регион Марке. Разположено е на 276 m надморска височина. Населението на общината е 4009 души (към 2010 г.).